# 馬曰璐
马曰璐（1711年—1799年），字佩兮，号半槎、又号南斋，安徽祁門城里人。
祖父马承运自祁门迁扬州，故自小即侨居扬州，世代業鹽。與其兄马曰琯齊名，人称“扬州二马”。由贡生援例候选知州。乾隆元年（1736年），薦舉博学鸿词科，不赴。马曰璐築有小玲珑山馆，藏书百橱，並延揽各方名士欢聚雅集，马氏为他们“适馆授餐，终身无倦色。”著有《南斋集》。